# Oban (destilleri)
Oban distillery skotsk gælisk: Taigh-stail an Òbain er et skotsk whiskydestilleri, der ligger på vestkysten af Skotland i kystbyen Oban. Det blev etableret i 1794, og blev opført før byen af samme navn, som udsprang senere omkring den lille havn.
Oban destilleri er ejet af Diageo. Det har kun to pot stills, hvilket gør det til et af de mindste destillerier i Skotland. De fremstiller en whisky som er blvet beskrevet som havende en "West Highland"-smag der er et sted mellem tørre, røgfyldte stil fra øerne og den lettere og sødere maltsmag i highland single malt.